# Arbaclofen placarbil
Arbaclofen placarbil (/ɑːrˈbækloʊfɛn pləˈkɑːrbɪl/ ar-BAK -loh-fen plə- KAR -bil, còn được gọi là XP19986) là một tiền chất của R - baclofen. Arbaclofen placarbil sở hữu hồ sơ dược động học thuận lợi hơn baclofen, với ít biến động về nồng độ thuốc trong huyết tương. Nó đã được phát triển như một phương pháp điều trị tiềm năng cho bệnh nhân mắc GERD và co cứng do bệnh đa xơ cứng; tuy nhiên, vào tháng 5 năm 2013 XenoPort tuyên bố chấm dứt phát triển vì kết quả không thành công trong các thử nghiệm lâm sàng giai đoạn III.
Nó đang được phát triển như một loại thuốc gây nghiện để điều trị chứng nghiện rượu.